# 北条裕子 (小説家)
北条 裕子（ほうじょう ゆうこ、1985年10月4日 - ）は、山梨県出身の日本の小説家。

## 経歴
山梨県中巨摩郡白根町（現・南アルプス市）出身。山梨学院中学高等学校、
青山学院大学第二経済学部卒業。
2018年、小説『美しい顔』で講談社の第61回群像新人文学賞を受賞。

## 単行本
- 『美しい顔』（講談社、2019年4月）

## 複数の作品との類似点に関する指摘およびその後の騒動
2018年、小説『美しい顔』で講談社の第61回群像新人文学賞を受賞。この作品は第159回芥川龍之介賞の候補にも選ばれたが、主要な参考文献を明記しておらず、他の作家の先行作品と類似している箇所が複数あることが指摘され、謝罪文と参考文献が『群像』2018年8月号に掲載されることとなった。新潮社は「単に参考文献として記載して解決する問題ではない。北条氏、講談社には、類似箇所の修正を含め、引き続き誠意ある対応を求めている」とした。また新曜社も類似部分が10数カ所あったことを明らかにした。
しかし講談社は7月3日、「作品の根幹に関わるものではなく、著作権法に関わる盗用や剽窃などには一切あたりません」とする声明文を発表し、同作の全文をホームページ上で無料公開することを決めた（7月13日までの期間限定）。またインターネット上で盗用や剽窃といった意見が相次いでいることについて、「多くの関係者の名誉が著しく傷つけられたことに対し、強い憤りを持つとともに、厳重に抗議いたします」とし、新潮社が「単に参考文献として記載して解決する問題ではない」と抗議した件についても、「小説という表現形態そのものを否定するかのようなコメントを併記して発表されたことに、著者は大きな衝撃と深い悲しみを覚え、編集部は強い憤りを抱いております」と反論した。
批評家の佐々木敦は、後述のとおり本作を絶賛していたが、7月3日、講談社の声明に対して「一読し、群像編集部と講談社が新しい才能を守る決断をしたことに心から感動しました。僕は完全に同意見です。読みもせず誹謗中傷してる連中は恥を知りなさい」とツイートした。
類似表現、内容の指摘された作品は次の通り。
- 石井光太著『遺体: 震災、津波の果てに』（新潮社）
- 池上正樹著『ふたたび、ここから　東日本大震災・石巻の人たちの50日間』（ポプラ社）
- 丹羽美之、藤田真文共編『メディアが震えた　テレビ・ラジオと東日本大震災』（東京大学出版会）
- 金菱清編『3.11 慟哭の記録―71人が体感した大津波・原発・巨大地震』（新曜社）
- 森健編『つなみ　被災地のこども80人の作文集』（文芸春秋社）

その後、7月6日に講談社は詳しい経緯を発表した。
- 4月10日：群像新人文学賞の最終選考会で「美しい顔」が当選作に決定。前年10月に応募を締め切り、2003篇の応募があった。
- 4月12日：作者の北条裕子が来社し、編集部で初めて面会。『群像』での掲載に向け校正用のゲラ刷りを渡し、「参考にされた本などの資料があれば教えてください」と伝える。なお、面会までの連絡のやり取りから、北条が妊娠中で4月末の出産予定日を控えていることがわかった。
- 4月20日：編集部員が校正済みのゲラ刷りを受け取りに行った際、石井光太著の『遺体』など参考文献を提示されたが、「美しい顔」の表現との関係について整理して思い出すための時間が必要と編集部員が認識し、出産を目前に控えた北条に対し3日後の校了までに詳細をつめることは困難と判断。適切な対応ができず23日の校了を迎えた。
- 5月9日：群像新人文学賞の贈呈式が開催され、前月末の出産を経た北条が出席。編集部が参考文献について改めて確認し、北条は「現地を直接見ていない自分が、震災直後の被災地の様子を小説として書く上で、客観的な事実に反することのないように、自分が読んで感銘を受けた文献を手がかりにした」と答える。
- 5月10日：編集部の調査で『遺体』について5点の類似箇所を確認。『3.11 慟哭の記録』についても類似箇所を確認。類似箇所のうち、より同一に近い記述を含む『遺体』の著者の石井光太に連絡し、面会の希望を伝える。
- 5月14日：石井と面会しお詫び。以後、新潮社と協議。
- 6月25日：『3.11 慟哭の記録』の版元の新曜社から群像編集長宛ての手紙の形で、類似箇所の指摘を受ける。同書は編集部が類似箇所があることを認識していながらも編者の金菱清に対する連絡が遅れ、結果として先方から指摘を受ける形となり、編集部は直ちに金菱と新曜社にお詫び。以後、協議中。
- 6月29日：読売新聞の記事を皮切りにマスコミ各社の報道が始まり、主要参考文献5冊のうち『遺体』と『3.11 慟哭の記録』以外の3冊の版元にお詫びの連絡。

同日、新潮社もコメントを発表した。7月3日の講談社の声明文について「弊社に怒りの矛先を向けた内容。弊社はただただ驚くとともに困惑するばかりでした」と指摘し、「講談社には、版元として冷静な対応を望みます」と要望した。そのうえで「参考文献として作品巻末などに記したとしても、それを参考にした結果の表現は、元のノンフィクション作品に類似した類（たぐい）のものではなく、それぞれの作家の独自の表現でなされるのがあるべき姿ではないでしょうか」とコメントしている。
新潮社からは以下の5つの要望が挙げられた。
- 『群像』誌面で回復措置を行うこと。
- 参考文献を掲載するだけでなく、特に酷似している箇所を修正すること。
- 石井光太の『遺体』のための取材に応じた被災者への対応を考えること。
- 北条自身が書面などで説明を行うこと。
- 講談社が今回の件について社としての見解をまとめること。

7月9日、北条は講談社を通じて文書で謝罪した。

## 評価
小説家で明治学院大学教授の高橋源一郎は上記の第61回群像新人文学賞の選評において、「この作品で、作者は、それがどんな過酷な体験であったかを、まるでドキュメンタリーのように詳細に描いてゆく。ここまで真正面からストレートに「あの日」を描いたフィクションはなかったように思う」と評価した。
小説家の辻原登は上記の第61回群像新人文学賞の選評において、「「美しい顔」、ただ一作について」と題し、森鷗外の『山椒大夫』やアルベール・カミュの『ペスト』を参照しつつ、「これほどの天災を語る時、かつては必らず誰もが「神」について考え、祈ったり呪ったりしたはずが、なぜ登場しないのか。この作品の優れて批評的な部分は、それを「マス・メディア」に置き換えて語っているからだ。「神」は横倒しになっている」と評した。
フランス文学者で翻訳家、東京大学教授の野崎歓は上記の第61回群像新人文学賞の選評において、「読み始めるやすぐに、これは並はずれた作品と出会ってしまったのではないかという気持ちにとらわれたのだが、その感覚は読み進めるうちに強まる一方だった。激しく胸を揺すぶられ、ときに唸り声などもらしながら夢中で読み終えた」「作品を冷静に見定め評価するといった選考委員としての構えが吹き飛んでしまった、これはすごい、素晴らしい小説だとつぶやくばかりだった」と作品を読んだときの衝撃を語った後、「作品の全体が緊迫感にあふれ、たまらないほどの悲しみに覆われている。しかも文章には勢いがあり、いきいきとした躍動があって、平板に陥ることがない」とその文章力を評価した。そのうえで、「ひょっとして実際の災害とは無縁の作者によるものだとしたら、それはまたこの小説の驚嘆すべき点」「「美しい顔」の登場人物たちがいかにまぎれもなく生きていると感じられることか」と作者の想像力を称賛し、「破格の筆力によって、日本のみならず世界に向かって発信されるべき作品が生まれ出た」「驚くべき才能の登場に興奮が収まらない」と世界的作家の誕生を言祝いだ。
批評家で元早稲田大学教授の佐々木敦は東京新聞の「文芸時評」において、「これはちょっと相当に凄い小説である。力作と書いたが、まさに言葉に宿る「力」が尋常ではない」「作者は一歩も後ずさりをしようとはせず、逃げていない。こういうことはめったに出来ることではない」「これは本物の小説である」と絶賛し、「しかも、作者は実は被災者ではないのだ。（中略）しかし、それでも彼女はこの小説を書いたのだし、書けたのだ。（中略）これは才能の問題ではない。なぜ書くのか、何を書くのか、というのっぴきならない問題なのだ。小説を書くことの必然性の問題なのだ」と被災者ではない作者が本作を執筆したという事実を称賛している。
文芸評論家で法政大学教授の田中和生は毎日新聞の「文芸時評」において、これまでの震災作品を「震災が起きたという事実を「反映」しているだけで、本質的なところで表現しているとは言えなかった」とし、「ついに2011年に起きた東日本大震災を「表現」する作品が登場したと言っていい」と評している。
文学研究者で名古屋大学大学院准教授の日比嘉高は『文學界』2018年7月号の「新人小説月評」において、「過酷な現実に対応せざるをえない未成熟な自己の、その痛ましくも力強い格闘の記録であり、成長の物語である。私は昼飯のパンをかじりながら読み、落涙したよ」などと評して「今年前半期一番の収穫」とし、「ポスト震災の文学を論じていく際には外せない作品として、今後広く長く参照されることになるでしょう。文学研究者として断言します」とTwitter内でも言及している。
国文学者で早稲田大学教授の石原千秋は産経新聞の「文芸時評」において北条の容姿を含めて「極めつけのフェミニズム小説」と論じた上で、「一人称とはそういうものだし、作家とはそういうものだ」と断りを入れながらも「「北条裕子」のポートレートは「私を買ってください」と言ってはいないだろうか」と指摘している。